# Platysoma subdepressum
Platysoma subdepressum är en skalbaggsart som beskrevs av Macleay 1871. Platysoma subdepressum ingår i släktet Platysoma och familjen stumpbaggar. Inga underarter finns listade i Catalogue of Life.